# 岐阜県立下呂特別支援学校
岐阜県立下呂特別支援学校（ぎふけんりつ げろとくべつしえんがっこう）は、岐阜県下呂市にある特別支援学校。

## 学校概要
- 創立：2013年（平成25年）
- 学部
  - 小学部
  - 中学部
  - 高等部
- 対象：知的障がい、肢体不自由、病弱児

## 沿革
- 2009年（平成21年） - 岐阜県立益田清風高等学校旧下呂校舎（旧・岐阜県立益田南高等学校）に岐阜県立飛騨特別支援学校下呂分校として設置される。
- 2013年（平成25年） - 岐阜県立飛騨特別支援学校より分離し、岐阜県立下呂特別支援学校として開校。

## 周辺
- 下呂温泉合掌村
- 岐阜県立下呂温泉病院
- 下呂交流会館
- 下呂ふるさと歴史記念館
- 国道41号